# Emanuel Aydın
Emanuel Aydın (* am 16. Mai 1947 in Midyat, Türkei) ist ein türkischer syrisch-orthodoxer Chorepiskopos.

## Leben
Aydın wuchs in einer tiefgläubigen Familie auf und entwickelte von seinem Vater Gabriel Aydin begünstigt, der ebenfalls Chorepiskopos der syrisch-orthodoxen Kirche ist, früh ein Interesse für das Priestertum. Nach dem Pflichtschulbesuch in der Türkei absolvierte er das staatliche Gymnasium in Mardin, um sodann auf Empfehlung des Patriarchen Athenagoras bis 1983 in Wien, London und Beirut Theologie zu studieren. Am 16. Dezember 1973 empfing Aydın durch Patriarch Ignatius Jakob III. in Beirut die Priesterweihe. Im selben Jahr wurde er nach Wien gesandt, um eine 1974 staatlich anerkannte syrisch-orthodoxe Gemeinde zu gründen. Mit Unterstützung des damaligen Wiener Erzbischofs Franz König stellte man ihn dafür die Lainzer Kirche zur Verfügung. Parallel dazu wirkte er in der Schweiz als Delegat des Patriarchen von Antiochien bei der Gründung einer Diözese mit.
1990 erwarb er das Lizenziat der Theologie und Rechtswissenschaften an der Päpstlichen Lateranuniversität in Rom. 1994 wurde Aydin zum Assistenten des Chefdelegierten der syrisch-orthodoxen Kirche für die ökumenischen Gespräche der Stiftung Pro Oriente ernannt. Danach studierte er an der Universität Wien Rechtswissenschaften, wo er 1994 mit einer Dissertation zur Entwicklung des Eherechts der syrisch-orthodoxen Kirche seit dem 11. Jahrhundert bis heute promoviert wurde.
Am 27. Juni 1999 empfing Aydın in Wien durch den Patriarchen Ignatius Zakka I. Iwas die Weihe zum Chorepiskopos (Chorbischof). Im Ökumenischen Rat der Kirchen in Österreich gehörte Aydin von 1999 bis 2003 als stellvertretender Vorsitzender dem Vorstand an. 2004 erfolge die Ernennung zum Fachinspektor für den Religionsunterricht der orientalisch-orthodoxen (koptischen, armenischen und syrisch-orthodoxen) Schüler in Österreich.

## Auszeichnungen und Ehrungen
- 1984: Goldenes Verdienstzeichen der Republik Österreich
- 1993: Verdienst- und Ehrenkreuzes der Syrisch-orthodoxen Kirche
- 1998: Goldenes Verdienstzeichen des Landes Wien

## Veröffentlichungen (in Auswahl)
- Er tat Wunder : die Wunder Christi als Erweckung des Glaubens, Wien : NUHRO 2012.
- Spannungsfeld Christentum & Islam : Sinn und Grenzen des interreligiösen Dialoges, Wien : Wiener Akademikerbund 2011.
- Erfüllung in Liebe & Ehe : aus der Sicht des orientalischen Christentums, Wien : NUHRO 2011.
- Suryoye : [Geschichte, Religion und Kultur], Wien : NUHRO2012.
- mit Daniel Lanzinger. Orientalische Kirchen : Glaube und Leben. Wien : Österreichische Bibelgesellschaft, 2012.